# Aphodius fimetarius
Aphodius fimetarius es una especie de coleóptero de la familia Scarabaeidae. Mide 5 a 8.5 mm.

## Distribución geográfica
Es de origen paleártico. Se ha extendido por todo el planeta, excepto la ecozona afrotropical y las zonas polares.